# Ano Natsu de Matteru
Ano Natsu de Matteru (あの夏で待ってる lit. Esperando en el verano?) es una serie de anime producida por el estudio J.C.Staff y dirigida por Tatsuyuki Nagai. Comenzó a emitirse el 10 de enero de 2012.

## Argumento
Mientras Kaito Kirishima probaba su cámara de 8 mm en la noche, este queda atrapado en medio de una misteriosa explosión que termina matándolo. Extrañamente, Kaito despierta al día siguiente perfectamente bien, pero sin ningún recuerdo de lo que ocurrió exactamente el día anterior. Sin prestar atención de lo que había sucedido, se dirige a la escuela sin pensar sobre dicho accidente. Conversando con sus amigos en la escuela, deciden hacer una película durante las vacaciones de verano, e invitan a dos estudiantes de cursos superiores para participar en el proyecto: la recién llegada Ichika Takatsuki y la extraña Lemon Yamano. En un extraño giro del destino, Ichika comienza a vivir con Kaito, ya que su hermana debe viajar a Bolivia para trabajar. Sin embargo, Ichika no es una chica normal, no procede de este planeta y oculta su identidad haciéndose pasar por una chica que es del extranjero que ha decidido estudiar en Japón.

## Personajes

### Principales
Kaito Kirishima (霧島 海人 Kirishima Kaito?)
 Seiyū: Nobunaga Shimazaki
Un estudiante de primer año aficionado a las películas, recibió una cámara de 8mm heredada de su abuelo, de la cual no se despega un segundo. Sus padres murieron en un grave accidente hace algunos años atrás por lo que ahora vive solo con su hermana. A pesar de tener un pasado tan doloroso nunca ha borrado la sonrisa de su rostro y ese fue el principal motivo por el que Kanna se enamoró de él. Se sintió atraído a Ichika desde la primera vez que la vio y como sus amigos se dieron cuenta, le animaron a que la invitara a participar en la película que estaban por rodar. Cuando Ichika revela que ella es una extraterrestre, a Kaito no le importó y no se vio tan sorprendido, ya que él tenía una leve idea de que podría ser del espacio exterior. Más tarde ellos se confiesan su amor y comienzan a salir. Al mostrar la película que Kaito y sus amigos filmaron, se añade una parte en el final donde se demuestra que Ichika fue capaz de regresar a la Tierra.
Ichika Takatsuki (貴月 イチカ Takatsuki Ichika?)
 Seiyū: Haruka Tomatsu
La protagonista de la historia, es una extraterrestre que al llegar a la Tierra golpea por accidente a Kaito con su nave interplanetaria, causándole graves lesiones. Es capaz de sanar a los demás con una extraña tecnología que consiste en "nanomáquinas" que se transmite desde sus células a través de besos. Ella asiste a la escuela cursando el tercer año y vive en la misma casa que Kaito para cerciorarse de que está en buenas condiciones. Sus acciones a veces pueden resultar algo extrañas a los ojos de los demás, aunque ella siempre intenta corregirse. El sistema de navegación de su nave es una especie de "mascota" a quien llama Rinon. Llegó a este planeta sin avisarle a su familia, buscando un lugar especial que existe en su memoria ya que está en sus genes, debido a que su especie al parecer ya había estado en la Tierra. A medida que avanza la serie comienza a darse cuenta de sus sentimientos por Kaito. Sin embargo, no les hace frente debido a que su estadía en la Tierra es por corto tiempo. Finalmente y gracias a Kanna, logra declararle sus sentimientos a Kaito. Antes de irse le promete a Kaito que lo seguirá amando aun si no está con él. Al final del filme ella se muestra en la escena de la película terminada, haciendo alusión así a que ella logró regresar a la Tierra.
Kanna Tanigawa (谷川 柑菜 Tanigawa Kanna?)
 Seiyū: Kaori Ishihara
Es una estudiante de primer año y es compañera de clase Kaito. Además está enamorada de él, pero tiene un comportamiento tsundere. La hermana de Kaito alienta una relación entre ellos dos. Es una chica extrovertida que no le importa decir lo que piensa y a veces es algo masculina. Ella es la que anima a Ichika a declararse a Kaito, sacrificando sus propios sentimientos. Sin embargo, de igual forma va a decirle sus sentimientos a Kaito sabiendo que él ama a Ichika y acepta su rechazo con una sonrisa, para más tarde ir a llorar en los brazos de Tetsuro, su amigo de la infancia.
Tetsuro Ishigaki (石垣 哲郎 Ishigaki Tetsuro?)
 Seiyū: Hideki Ogihara
Compañero de clase y amigo de Kaito. Está enamorado de Kanna, pero no se le declara ya que sabe que ella está enamorada de Kaito y él quiere que Kanna sea feliz por lo que alienta una relación entre ellos dos. Él parece ser un tipo inteligente que sabe mucho acerca de chicas y es fácilmente capaz de suavizar situaciones. Es capaz de tantear con maestría las medidas del cuerpo de Ichika. A medida que avanza la serie va desarrollando una estrecha relación con Mio. Siempre pendiente de que Kanna no sufra, más tarde se le confiesa sabiendo que ella lo rechazaría, ya que él solo quería no arrepentirse de haberlo dicho.
Mio Kitahara (北原 美桜 Kitahara Mio?)
 Seiyū: Kana Asumi
Compañera de clase de Kaito y buena amiga de Kanna, es una chica de cabello largo, tranquila y demuestra ser tímida. Sin embargo, en secreto es una exhibicionista, gusta de andar sin ropa interior en la calle, desnuda en su casa, y duerme sin ropa aun las veces que duerme con Kanna.  Cuando se le cuestionó al respecto, ella dice que su familia son nudistas y que oculta este hecho de todo el mundo debido a la vergüenza por el estilo de vida inusual de su familia. Está enamorada de Tetsuro y sus pensamientos parecen ir de la inocencia a una dirección sexual. A pesar de demostrar ser tímida ella se le declara, sabiendo que él gusta de Kanna, justamente es Tetsuro quien descubre incidentalmente su extraño hábito. Luego de su confesión, Mio deja su cabello corto, como una forma de manifestar que ha crecido como persona. Ella ofrece consejos a Tetsuro sobre como lidiar con sus sentimientos por Kanna, a pesar de su amor por él. Mio la mayor parte del tiempo es dulce e inocente. Atenta y desinteresada, pero con una gran fuerza interior que incluso Tetsuro ha reconocido. Cuando Kanna rechaza a Tetsuro, Mio una vez más le ofrece palabras de aliento. Mientras escapan de la Federación que perseguía a Ichika, Tetsuro le pide una cita a Mio.
Lemon Yamano (山乃 檸檬 Yamano Remon?)
 Seiyū: Yukari Tamura
Es el personaje más peculiar de toda la serie, llena de misterios y de personalidad fría, esta chica es la compañera de clases de Ichika y es quien primero se le acerca en su llegada a la escuela. Posee una apariencia menuda y una voz distintiva. Disfruta grabando hechos que le suceden a los demás en la vida real para agregarlos a la película. De alguna manera siempre se logra poner al tanto de todos los líos amorosos de los protagonistas y parece saber que Ichika no es de este planeta. Al parecer iba uno o dos cursos más atrás que Manami por lo que su edad real no era la que representa. En el último capítulo se revela que ella es una agente de los hombres de negro.
Rinon (りのん?)
 Seiyū: Rina Hidaka
Es la computadora, sistema de navegación y teletransportación de la nave, posee una forma adorable y como Ichika viene de otro país, pasa desapercibido por un animal raro de un lugar lejano. También es capaz de operar maquinaria, apoyar y ayudar en la curación de Kaito cuando sea necesario. Cuando Ichika vuelve a su planeta Rinon se queda al cuidado de Lemon, pero cuando Ichika vuelve Rinon se ve sobre su hombro.

## Media

### Anime
En la edición de octubre del 2011 de la revista Gakken Megami se anunció que Yōsuke Kuroda creador de Onegai Teacher y Onegai Twins junto con el diseño de Taraku Uon, colaborarán en el proyecto de un nuevo anime original llamado Ano Natsu de Matteru. La adaptación al anime será producida por J.C.Staff y dirigido por Tatsuyuki Nagai y saldrá al aire en Japón a partir del 10 de enero de 2012. El Opening del anime es "Sign", interpretado por Ray, mientras que el Ending se llama Vidro Moyō (ビードロ模様?), interpretado por Nagi Yanagi.
Varios medios de información afirman que se anunció una segunda temporada.
Actualmente se desarrolló un decimotercercapítulo. El capítulo decimotercero fue un especial.